# 倫道夫·邱吉爾
倫道夫·邱吉爾（Randolph Churchill，1911年5月28日—1968年6月6日）是英國首相溫斯頓·邱吉爾和妻子克萊門汀·邱吉爾的獨子。
1940年倫道夫·邱吉爾當選普雷斯頓國會議員。二戰期間，他先後前往北非、南斯拉夫服役。倫道夫·邱吉爾的政治經歷遠不及父親，他在1945年失去議員席位。他與帕梅拉·哈里曼於1939年結婚，兩人有一個兒子溫斯頓·史賓賽·邱吉爾（Winston Spencer Churchill）。他在1968年去世。